# Palomar 2
Palomar 2 är en klotformig stjärnhop i Kusken.